# Mezinárodní filmový festival Karlovy Vary 2024
Mezinárodní filmový festival Karlovy Vary 2024 se konal od 28. června do 8. července 2024.
Oficiální výběr soutěže a složení porot byly zveřejněny na konci května.
Viggo Mortensen, Clive Owen a Daniel Brühl převzali Cenu prezidenta.
Ivan Trojan převzal Cenu prezidenta za přínos české kinematografii.
Ceny byly vyhlášeny 6. července: film A Sudden Glimpse to Deeper Things získal Křišťálový glóbus a film Elskling získal zvláštní cenu poroty.

## Hlavní porota
- Christine Vachon : producentka
- Geoffrey Rush : herec
- Gábor Reisz : režisér
- Sjón : spisovatel a scenárista
- Eliška Křenková : herečka

## Oficiální výběr

### Hlavní soutěž
- Banzo  (Bulharsko, režie: Margarida Cardoso)
- Proslava (Chorvatsko, režie: Bruno Anković)
- Ema a smrtihlav (Česko, Slovensko, režie: Iveta Grófová)
- Elskling (Norsko, režie: Lilja Ingolfsdottir)
- Mord (Česko, Slovensko, režie: Adam Martinec)
- Panoptikoni (Gruzie, režie: George Sikharulidze)
- Cì xīn qiè gŭ (Singapur, režie: Nelica Low)
- Ai ni ranbou (Japonsko, režie: Yukihiro Morigaki)
- A Sudden Glimpse to Deeper Things (Spojené království, režie: Mark Cousins)
- Drie dagen vis (Belgie, režie: Peter Hoogendoorn)
- Světýlka (Česko, Slovensko, režie: Beata Parkanová)
- Xoftex (Německo, režie: Noaz Deshe)

## Ocenění
- Křišťálový glóbus: A Sudden Glimpse to Deeper Things (Spojené království, režie: Mark Cousins)
- Zvláštní cena poroty: Elskling (Norsko, režie: Lilja Ingolfsdottir)
- Cena za režii: Nelica Low , film Cì xīn qiè gŭ (Singapur)
- Cena za ženský herecký výkon: Helga Guren, film Elskling (Norsko)
- Cena za mužský herecký výkon: Ton Kas a Guido Pollemans, film Drie dagen vis (Belgie)
- Cena prezidenta: Viggo Mortensen, Clive Owen a Daniel Brühl
- Cena prezidenta za přínos české kinematografi: Ivan Trojan